# Марк Папп
Марк Папп (угор. Márk Papp, 8 січня 1994) — угорський плавець.
Учасник Олімпійських Ігор 2016 року, де в марафонському плаванні на дистанції 10 кілометрів посів 13-те місце.